# Prokopi Zúbarev
Prokopi Timoféyevich Zúbarev (ruso: Прокопий Тимофеевич Зубарев) nació en 1886 en el pueblo de Zúbari, en el Krai de Kírov (Gubernia de Viatska), siendo ejecutado el 15 de marzo de 1938 en Moscú. Fue un político soviético acusado en el Juicio de los Veintiuno dentro de la Gran Purga de Stalin.
Miembro del partido comunista (bolchevique) y militante de segunda fila, que desempeñó el cargo de sub-Comisario del Pueblo (Narkom) de agricultura de la RSFS de Rusia.
Es detenido el 17 de julio de 1937, siendo juzgado en el Colegio Militar de la Corte Suprema de la URSS entre el 2 y 13 de marzo de 1938 junto a eminentes figuras bolcheviques como Alekséi Rýkov, Nikolái Bujarin, Nikolái Krestinski y Christian Rakovski, así como también el ejecutor de las anteriores purgas Génrij Yagoda, y otros acusados en el proceso que fue conocido como Juicio de los Veintiuno o Tercer Juicio de Moscú, aunque oficialmente denominado “Proceso del Bloque Trotskista-Derechista" (делу право-троцкистского блока).
Estos eran antiguos líderes soviéticos que eran, o se presumían que eran, enemigos de Stalin, a los que se acusó de oponerse a las políticas de rápida industrialización, colectivización forzada y planeamiento centralizado, así como cargos de espionaje internacional, intento de derribar a la Unión Soviética, y planear la eliminación de los líderes soviéticos.
Los militantes del partido comunista de segunda fila Zúbarev y Maksímov-Dikovski entre otros, son acusados de estar a las órdenes de los líderes del “bloque trotskista” Bujarin, Rýkov, Génrij Yagoda, Krestinski y Rozengoltz, para las labores de espionaje.
El fiscal Vyshinski acusó a Zelenski, Zúbarev e Ivanov de agentes de la policía secreta zarista.
Fue condenado a muerte el 13 de marzo y ejecutado dos días después, el 15 de marzo de 1938.
Fue rehabilitado el 29 de junio de 1965. 